# Juliette de Wils
Œuvres principales
Bayard (1908)
Juliette de Wils, de son vrai nom Juliette Marguerite Descours, née le 22 octobre 1858 à Belleville et morte le 21 janvier 1932 à Champigny-sur-Marne, est une poétesse et autrice dramatique française.

## Biographie

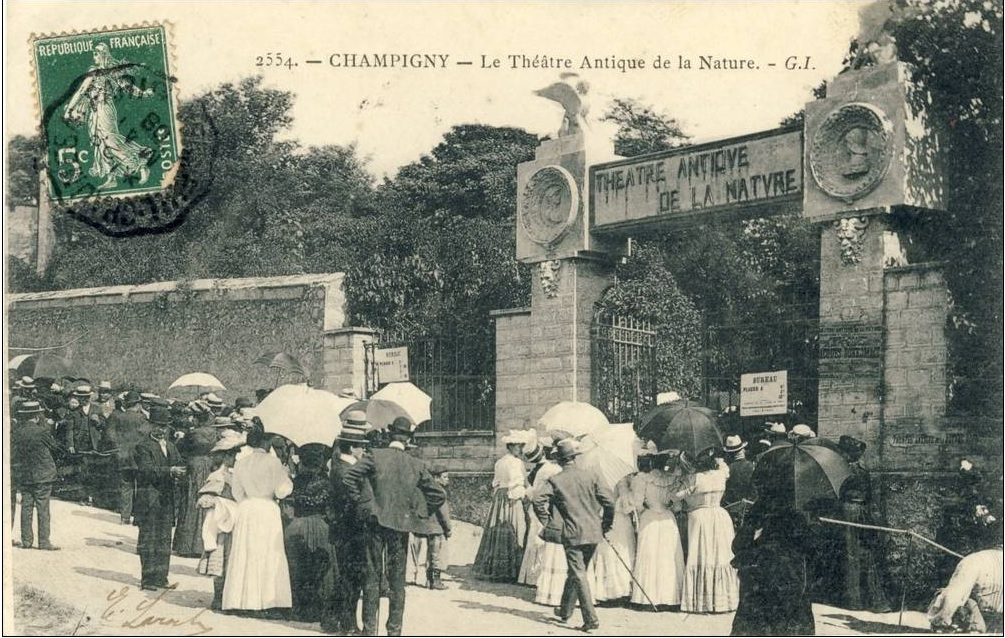
Juliette de Wils fit représenter ses pièces au Théâtre Antique de la Nature à Champigny-sur-Marne.

Née le 22 octobre 1858 au 26 rue de Meaux dans l'ancienne commune de Belleville, d’Alexandre Descours et de Marie Grenier, Juliette Marguerite Descours s’adonne à une activité d’autrice sous le nom de plume de Juliette de Wils. Sa mère épousa en secondes noces Gustave Macé, chef de la Sûreté de Paris.
En 1877, elle épouse l’architecte Georges Duval à la mairie du 6e arrondissement de Paris.
Installée à Champigny-sur-Marne, elle y fait représenter ses œuvres au Théâtre antique de la Nature, fondé en 1905 par le dramaturge Albert Darmont, à l’instar de la tragédie Sang gaulois, jouée le 1er octobre 1905 ou de la pièce Bayard, représentée le 8 septembre 1908.
En 1925, elle publie aux éditions Albert Messein deux recueils regroupant un grand nombre de ses pièces et poésies, sous le titre Théâtre, tandis que l’intégralité de son œuvre n’est publiée de manière posthume qu’en 1935.
À sa mort en 1932, elle lègue sa maison à la municipalité de Champigny-sur-Marne afin d’y établir une crèche. En outre, elle dote l’Académie française d’une enveloppe de 30 000 francs pour fonder un prix de poésie classique à son nom : le Prix Juliette-de-Wils.

## Quelques œuvres
- Autour d'un donjon (1901)
- Sang gaulois (1906)
- Bayard (1908)
- Les Lions (1924)
- Le Trésor (1929)

## Prix
Sa pièce Bayard est récompensée par le Prix Capuran en 1908.

## Postérité

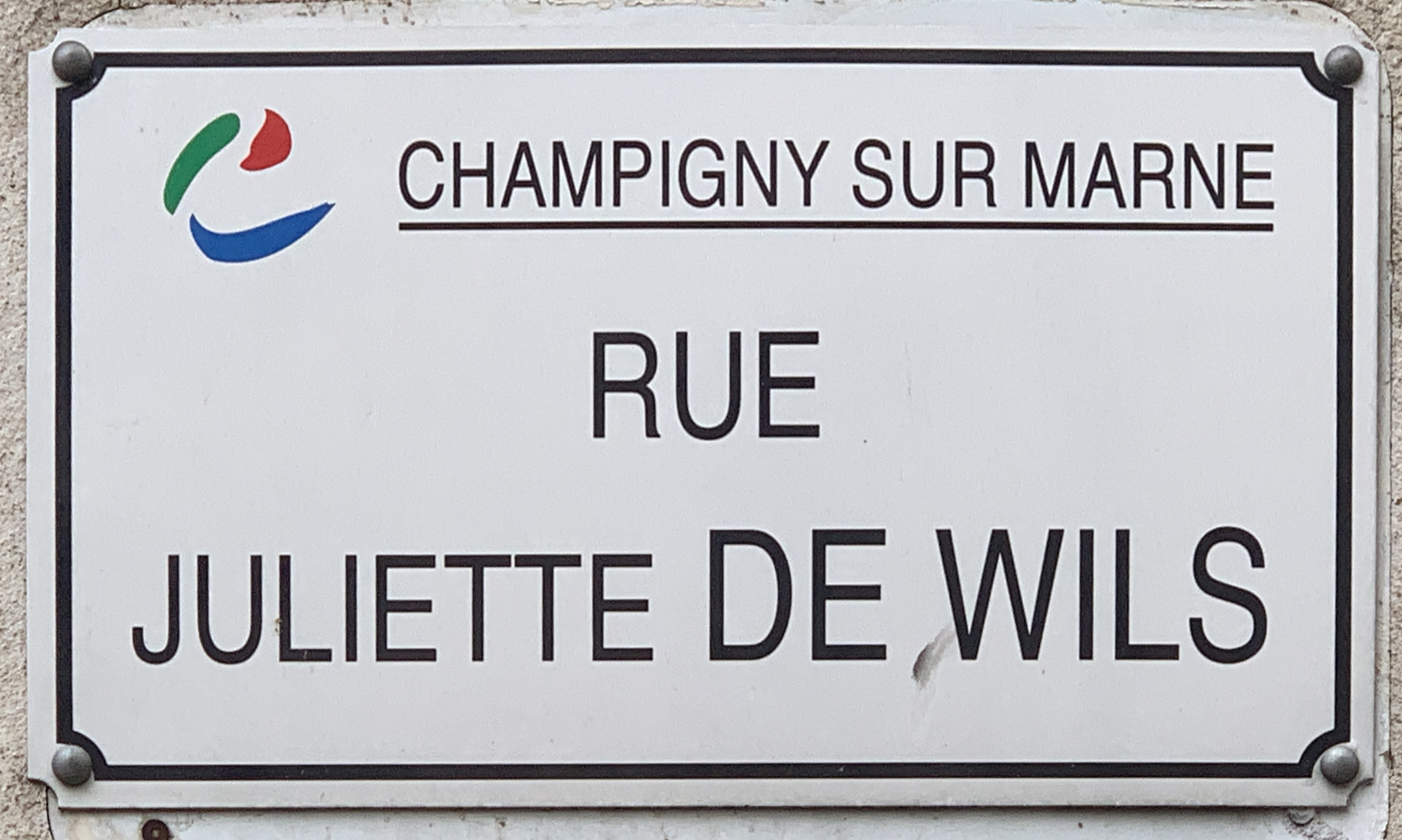
Rue Juliette de Wils à Champigny-sur-Marne

À la suite de l’acceptation de son legs par l’Académie française en 1936, le Prix Juliette-de-Wils récompense annuellement entre 1938 et 1967 une œuvre de poésie classique.
Enfin, une rue Juliette de Wils a été nommée en hommage à Champigny-sur-Marne et une impasse à Vanves.